# Cantone di Courson-les-Carrières
Il Cantone di Courson-les-Carrières era una divisione amministrativa dell'arrondissement di Auxerre.
È stato soppresso a seguito della riforma complessiva dei cantoni del 2014, che è entrata in vigore con le elezioni dipartimentali del 2015.
Comprendeva i comuni di:
- Courson-les-Carrières
- Druyes-les-Belles-Fontaines
- Fontenailles
- Fouronnes
- Lain
- Merry-Sec
- Molesmes
- Mouffy
- Ouanne
- Sementron
- Taingy